# Maks Peterlin
Maks Peterlin, slovenski pravnik, športnik, * 15. februar 1894,  Podboršt pri Komendi, † 12. september 1982, Golnik.

## Življenje
Maks Peterlin se je rodil 15. februarja 1894 na Podborštu pri Komendi očetu Jožefu in materi Ivani, rojeni Ivanc, kot najstarejši izmed šestih bratov.
Obiskoval je gimnazijo Šentvid, kjer je bil dijak prve generacije s poukom v slovenskem jeziku. Že v gimnazijskih letih je izstopal kot telovadec in leta 1913 postal član telovadnega odseka Orla. Tam je razvijal svoje zanimanje za telovadbo, pripravljal vaje, ki so sčasoma postale obvezen del vadbenega programa, ter organiziral tekmovanja. Po opravljeni maturi leta 1913 je odšel na Dunaj študirat pravo, hkrati pa se je vpisal še na dvoletno šolo za profesorje telovadbe na srednjih šolah. Pridobljeno znanje je hitro začel prenašati naprej, sodeloval je na različnih tečajih in tekmovanjih. Njegovo delovanje je dokumentirano v prispevkih v reviji Mladost in v njegovih telovadnih načrtih. Zagovarjal je stališče, da gimnastika ne vpliva le na telesno pripravljenost, temveč tudi na duševni razvoj, zato je poudarjal pomen celostne telesne vadbe. Leta 1912 je kot aktiven član sodeloval na orlovskem zletu na Češkem ter nastopil na evharističnem kongresu na Dunaju. Spremljal je češko telovadno ekipo v Trst in Benetke, na prvem zletu v Ljubljani pa je kot član kamniške vrste osvojil tretje mesto. V finalu najboljših šestih telovadcev na drogu, bradlji, v prostih vajah in teku je dosegel prvo mesto. Leta 1914 je kot 20-letnik že opravljal funkcijo podnačelnika vaditeljskega zbora. Zastopal je stališče, da bi morali telovadni učitelji čim pogosteje organizirati vadbo na prostem in voditi mladino na izlete v naravo. Prav tako je bil zagovornik abstinence od alkohola in nikotina ter se zavzemal za strogo disciplino.
Izbruh prve svetovne vojne leta 1914 ga je privedel v vojsko. Najprej je obiskoval oficirsko šolo v Gorici, nato pa je bil poslan na rusko fronto v Galiciji. Kasneje je bil premeščen na soško bojišče pri Rombonu, kjer je zaradi pogumnega dejanja – preprečitve italijanskega miniranja – prejel srebrno medaljo za hrabrost 2. stopnje. Leta 1916 je bil povišan v poročnika in napoten na Tirolsko, nato pa se je ponovno vrnil na soško fronto. Med 11. soško bitko na Škabrijelu leta 1918 je prejel srebrno medaljo za hrabrost 1. stopnje. Poleg tega je bil odlikovan z redom železne krone, vojaškim zaslužnim križem 3. stopnje in Karlovim križcem.
Po koncu vojne se je za krajši čas vrnil domov, nato pa sodeloval v bojih za Severno mejo, kjer je bil zajet. Po štiridesetih dneh je pobegnil na Dunaj in se nato vrnil v Ljubljano, vendar se je kmalu spet odpravil na Koroško, kjer je ostal do leta 1920. Januarja 1919 je na vaditeljskem tečaju sodeloval s tehničnimi predavanji, marca istega leta pa je postal član vaditeljskega zbora Zveze Orlov. Na poletnem taboru leta 1920, kjer so tekmovali v prostih vajah, na orodju in v atletiki, je bil poleg Franceta Koblarja eden od sodnikov. Leta 1921 je doktoriral iz prava v Zagrebu, leto kasneje pa je postal prvi načelnik vaditeljskega zbora jugoslovanske Orlovske zveze. Sestavil je priročnik Vadnik, ustanovil strokovni list Orlovski vaditelj in postal njegov urednik. Zaradi poškodbe hrbtenice, ki jo je utrpel že v gimnaziji in se je kasneje poslabšala, se je sčasoma umaknil iz aktivnega telovadnega udejstvovanja, a je ostal dejaven na tehničnem področju.
Po zaključku študija je deloval kot sodnik in notarski pripravnik, med drugim tudi v Kamniku, kasneje pa se je preselil v Lendavo, kjer je opravljal delo notarja. Ob tem je na šoli v Lendavi poučeval proste vaje in vadil otroke. Ob začetku druge svetovne vojne je bil vpoklican v vojsko, a so ga kmalu zajeli in nekaj časa je preživel v ujetniških taboriščih v Nemčiji. Po izpustitvi so ga z družino izgnali na Hrvaško. Po vojni se je vrnil v Ljubljano, kjer je preostanek življenja preživel v pokoju. Umrl je 12. septembra 1982 v bolnišnici na Golniku, star 88 let.